# 우글리치

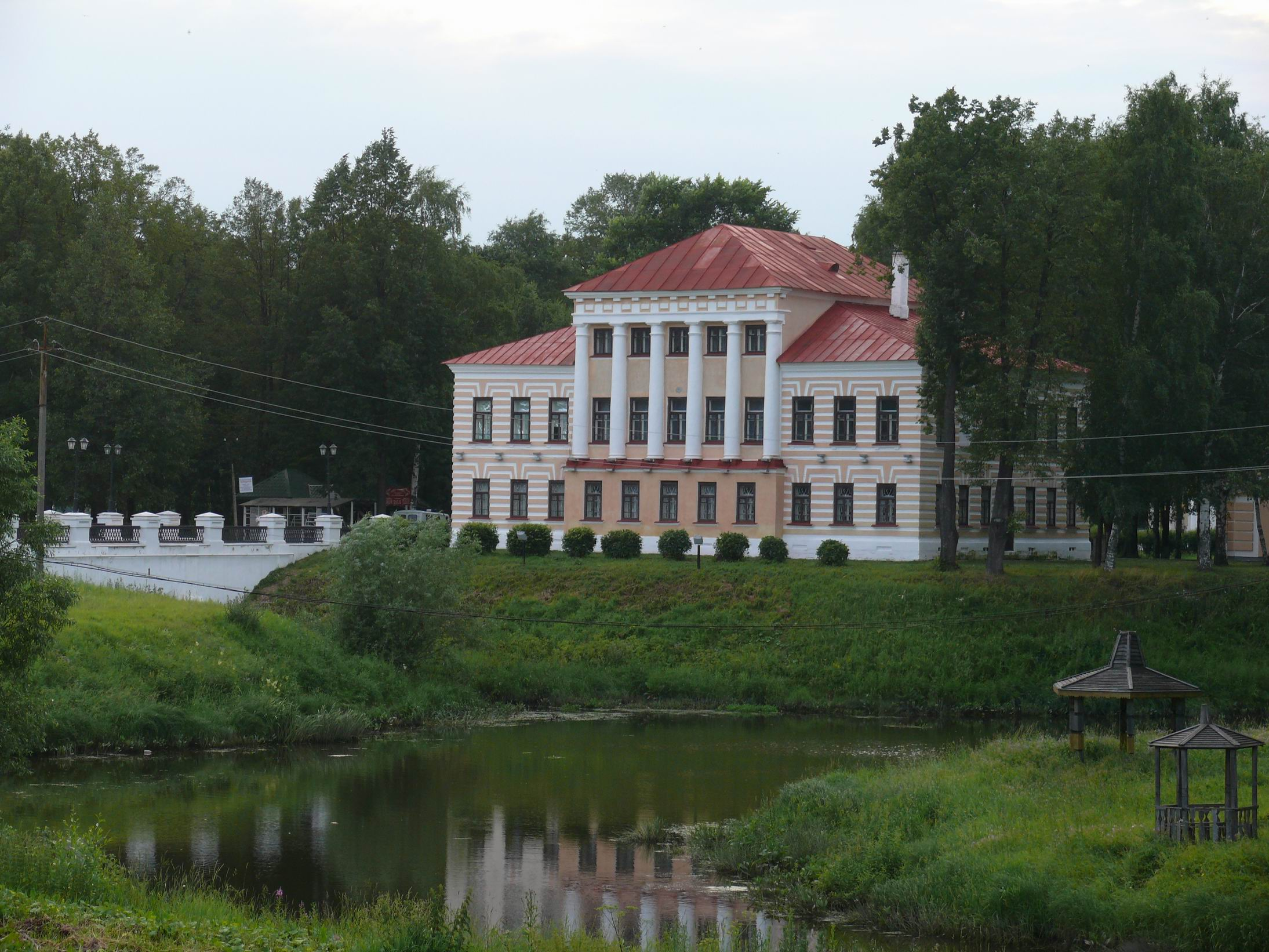

우글리치(러시아어: У́глич)는 야로슬라블 주 우글리치스키 군의 중심지이다.
볼가강에 접해 있다. 인구는 3만7,100명(2001년)이다. 1148년부터 알려졌고, 14세기 전반에는 모스크바 대공국 령에 속하게 되었다. 알렉산드르 오파린이 이곳에서 태어났다.